# ISO 3166-2:KP
Kódy ISO 3166-2 pro KLDR identifikují 9 provincií, 1 zvláštní město, 1 hlavní město a 2 metropolitní města (stav k prosinci 2022). První část (KP) je mezinárodní kód pro KLDR, druhá část sestává ze dvou číslic identifikujících provincii nebo město.

## Seznam kódů
```
KP-01 hlavní město 
Pchjongjang

KP-02 
Jižní Pchjongan

KP-03 
Severní Pchjongan

KP-04 
Čagang

KP-05 
Jižní Hwanghe

KP-06 
Severní Hwanghe

KP-07 
Kangwon (Severní Korea)

KP-08 
Jižní Hamgjong

KP-09 
Severní Hamgjong

KP-10 
Rjanggang

KP-13 zvláštní město 
Rason

KP-14 metropolitní město 
Nampcho

KP-15 metropolitní město 
Kesong
```